# Maja Manolowa
Maja Boschidarowa Manolowa-Najdenowa (bulgarisch Мая Божидарова Манолова-Найденова),  bekannt als Maja Manolowa, (auch Maya Manolova geschrieben, bulgarisch Мая Манолова; * 4. Mai 1965 in Kjustendil, Bulgarien) ist eine bulgarische Juristin und Politikerin.
Sie war Abgeordnete zur bulgarischen Nationalversammlung der 40., 41., 42. und 43. Legislaturperiode und ist es seit der 45. Legislaturperiode wieder. Von 2013 bis 2014 hatte sie das Amt der Vizepräsidentin der 42. Nationalversammlung inne.
Vom 20. Oktober 2015 bis 3. September 2019 war sie Nationale Ombudsfrau der Republik Bulgarien.
Sie war zunächst Mitglied der postkommunistischen Bulgarischen Sozialistischen Partei, später parteilos. Inzwischen (Stand: August 2021) gehört sie der von ihr selbst gegründeten Plattform „Steh auf.bg“ an.

## Biographie
Manolowa wurde am 4. Mai 1965 in der westbulgarischen, makedonischen Stadt Kjustendil geboren. Nach Schulabschluss in ihrer Heimatstadt studierte sie von 1983 bis 1988 Geschichte an der Komsomol-Hochschule in Moskau, der heutigen Moskauer Universität für Geisteswissenschaften.
Von 1990 bis 1991 arbeitete Maja Manolowa an einer Oberschule als Geschichtslehrerin. Im Jahr 1994 schloss sie ein Studium der Wirtschaftswissenschaft an der Universität für National- und Weltwirtschaft ab. Parallel studierte sie an derselben Universität Rechtswissenschaften, was sie 1996 mit der Magistratur abschloss.
Als Rechtsanwältin arbeitete Manolowa in Kjustendil von 1998 bis 2015, von 2003 bis 2005 war sie Sekretärin des Anwaltsrates ihrer Heimatstadt.

## Politische Karriere und Positionen
Nach ihrer Rückkehr nach Bulgarien infolge ihres abgeschlossenen Moskauer Geschichtsstudiums arbeitete Manolowa kurzzeitig im Verwaltungsapparat der Nachfolgeorganisation des Jugendverbands der Kommunistischen Partei Bulgariens.  Noch 1989 wurde sie Mitglied der BKP, die sich kurz darauf – im Zusammenhang mit den Ereignissen des Novemberplenums und dem beginnenden Übergang Bulgariens zum Pluralismus – in Bulgarische Sozialistische Partei umbenannte.  Ihr Parteibuch erhielt sie 1990 von Georgi Pirinski.  Sie bezeichnet sich als „Sozialistin der dritten Generation“.

### Abgeordnete zur bulgarischen Nationalversammlung
Im August 2005 wurde Manolowa zum ersten Mal für die Sozialistische Partei in die Nationalversammlung gewählt. Sie wurde 2009, 2013 und 2014 wiedergewählt. Während ihrer parlamentarischen Tätigkeit vertrat sie durchgängig den Wahlkreis Kjustendil. Manolowa war Mitglied mehrerer Ausschüsse, unter anderem des Justiz- und Gesundheitsausschusses.
Im Jahr 2006 brachte Manolowa gemeinsamen mit anderen Abgeordneten eine Änderung des Strafgesetzbuches ins Parlament ein, nach der bei bestimmten Prostitutionsdelikten Strafmaße reduziert wurden, harte Strafen hingegen nur noch bei Zusammenfall von Drogen- und Prostitutionsdelikten verhängt wurden.  Diese Gesetzesänderung wurde vielfach medial und gesellschaftlich kritisiert. In einigen Fällen führte sie tatsächlich zu einer relativen Verringerung von Haftzeiten, unter anderem bei Verfahren gegen die prominenten Musiker Wanko 1 und Kondjo, was der Gesetzesänderung den Beinamen „Wanko 1“ einbrachte.  Parlamentspräsident und Manolowa-Vertrauter Georgi Pirinski bezeichnete diese Initiative als einen „ernsthaften Fleck auf der Parlamentsarbeit des ganzen Jahres“.
Im Jahr 2008 wurde Manolowa zur neuen Parteivorsitzenden der BSP im Kjustendiler Verwaltungsbezirk.  Unter ihrer Führung erzielte die Regionalliste bei der Wahl zur Nationalversammlung 2009 ein Ergebnis von 23 %.
Zur Parlamentswahl 2013 informierte Manolowa zuständige staatliche Behörden über die „Kostinbroder Affäre“, einen mutmaßlich vereitelten Wahlbetrugsversuch.  In diesem Zusammenhang konnten kurz vor dem Wahltag in Kostinbrod 350.000 unregistrierte Wahlzettel in einer Druckerei gefunden werden. Vermutete Verbindungen über Hintermänner führten in die Parteizentrale der GERB-Partei und zum ehemaligen Innenminister Zwetan Zwetanow. In die Aufdeckung der Vorwürfe war der Journalist und spätere Europaparlaments-Abgeordnete Nikolaj Barekow involviert.

### Vizepräsidentin der bulgarischen Nationalversammlung
Nach der vorgezogenen Parlamentswahl 2013 wurde Maja Manolowa zur Stellvertreterin von Michail Mikow und damit zur Vizepräsidentin der 42. bulgarischen Nationalversammlung.
Im Juli 2013 kam es zu Demonstrationen gegen die sozialistische Regierung, die durch die Wahl des Medienmoguls und DPS-Politikers Deljan Peewski zum Präsidenten der Staatlichen Agentur für Nationale Sicherheit (DANS) ausgelöst wurden. Peewski werden Verbindungen zur organisierten Kriminalität nachgesagt. Am Vorabend seiner Wahl änderte die Nationalversammlung die Rechtsgrundlage der DANS, gab ihr Polizeibefugnisse und schnitt die Befähigungskriterien zur Leitung der Behörde auf Peewski zu. Nach andauernden Protesten nahm das Parlament zwar dieses Maßnahmenpaket zurück, es folgten allerdings landesweite Massenproteste gegen die Regierung Orescharski. Im September 2013 erklärte Manolowa in einem Fernsehinterview, Peewski als Chef der DANS vorgeschlagen zu haben. Des Weiteren unterstellte sie den Demonstrierenden, bezahlt zu sein und sich „damit einen Sommerurlaub zu sichern“. Im Zuge ihrer Wahlkampagne zur Sofioter Bürgermeisterwahl 2019 bezeichnete sie ihre Unterstützung für Peewski und ihr Verhalten während der Proteste 2013 als Fehler und bedauerte ihre Äußerungen.
Mit dem Regierungswechsel nach der vorgezogenen Parlamentswahl 2014 verlor Manolowa ihren Posten als Vizepräsidentin des Parlaments, wurde aber in die 43. Nationalversammlung wiedergewählt.

### Nationale Ombudsfrau der Republik Bulgarien
Manolowa wurde am 20. Oktober 2015 von der Nationalversammlung zur Nationalen Ombudsfrau gewählt. Die Parlamentsfraktion der Regierungspartei GERB kündigte zunächst an, gegen sie zu stimmen, nachdem allerdings alle übrigen Fraktionen ihre Unterstützung für Manolowa signalisierten, votierte GERB für Manolowas Kandidatur.
Diese der österreichischen Volksanwaltschaft ähnliche Institution ist zwar politisch besetzt, dem jeweiligen Amtsinhaber ist allerdings keine Parteimitgliedschaft mehr gestattet, Manolowa verließ infolge der Rechtslage die Sozialistische Partei.
Am Tag ihrer Wahl protestierten zunächst mehrere hundert Bürger auf dem Parlamentsvorplatz aus Empörung über die neue Amtsträgerin.  Manolowas Arbeit als Ombudsfrau fand allerdings breite öffentliche Zustimmung, so war sie im Frühjahr 2019 neben dem Staatspräsidenten Rumen Radew die einzige politische Figur im Land mit einem Zustimmungswert von über 50 %.
Im September 2019 trat sie vom Posten der Ombudsfrau zurück und führte als Gründe eine „systematische Vernachlässigung der Institution“ und „fehlenden politischen Willen“ von Seiten der Nationalversammlung an. Ihren Posten als Ombudsfrau übernahm Diana Kowatschewa.

### Kandidatin zur Sofioter Bürgermeisterwahl
Nach ihrem Rücktritt als Ombudsfrau kündigte sie ihre Kandidatur zur Bürgermeisterin von Sofia bei der Lokal- und Kommunalwahl 2019 an. Die BSP entschied sich am 11. September ihre nun parteilose Kandidatur zu unterstützen. Im Falle eines Wahlsiegs wäre Manolowa die erste Bürgermeisterin aus dem politisch linken Spektrum gewesen. Seit dem Ende des Realsozialismus gilt die bulgarische Hauptstadt als Hochburg konservativer Parteien.
Mit fast 28 % zog sie in die Stichwahl gegen die langjährige GERB-Amtsinhaberin Jordanka Fandakowa ein. Zwar konnte Fandakowa auch in der Stichwahl keine absolute Mehrheit erringen (Wahlberechtigten stand es frei, keine Kandidatin zu unterstützen), Manolowa unterlag ihr allerdings mit einer Marge von mehr als 4 %.
Manolowa erklärte nach der Wahl, dass der „gesamte bulgarische Untergrund mobilisiert“ worden sei und erkannte den Wahlsieg ihrer Konkurrentin nicht an. Eine Woche nach der Wahlniederlage beantragte sie offiziell die Wiederholung der Abstimmung aufgrund vermuteter Verstöße gegen das Wahlrecht. Der Beschwerde wurde nicht stattgegeben.
Sie verklagte Ministerpräsident Borissow zivilrechtlich auf Schadenersatz von 15.000 Lewa, da dieser vor der Wahl „falsche“ und „ehrverletzende“ öffentliche Vermutungen aufstellte, wonach Manolowa illegal Stimmen von Roma aus einem Sofioter Stadtviertel gekauft habe. Manolowa kündigte an, dass sie das Geld bei erfolgreichem Ausgang des Prozesses für den Bau eines Kinderspielplatzes in diesem Stadtviertel einsetzen wolle.

### Politische Plattform
Ende 2019 kündigte Manolowa ihr neues politisches Projekt Изправи се.бг (Ispravi Se.bg, zu deutsch Steh auf.bg; IS.BG) an. Sie äußerte außerdem, nicht für den Vorsitz der BSP zu kandidieren, sondern in Zukunft für ihre Plattform zu arbeiten, die auf nationaler Ebene die Arbeit von Bürgerinitiativen und Nichtregierungsorganisationen koordinieren soll. Als Ziele machte sie unter anderem den Kampf gegen Monopole, den Einsatz für höhere Löhne und die Sicherstellung von geheimen Wahlen aus. IS.BG trat innerhalb des Parteienbündnisses Aufstehen! Mafia raus! (Izpravi se! Mutri văn!; ISMV) bei der Parlamentswahl in Bulgarien im April 2021 an. Die Anführer der ISMV sind Maja Manolowa und Nikolai Chadschigenow. Die ISMV erhielt bei der April-Wahl 4,64 % der Stimmen und erreichte damit 14 Mandate. Zur wegen der gescheiterten Regierungsbildung notwendig gewordenen erneuten Wahl im Juli desselben Jahres trat die ISMV wieder an und erhielt diesmal 5 Prozent der Stimmen und 13 Mandate. Am 20. Juli 2021 änderte die Fraktion ihren Namen in Steh auf BG! Wir kommen! (Изправи се.БГ! Ние идваме!; Izpravi se.BG! Nie idvame!; IBG-NI). Bei der dritten Wahl im Jahr 2021, am 14. November 2021 erhielt die IBG-NI nur 2,29 % der Stimmen und erreichte damit keine Mandate.
Für die Parlamentswahl in Bulgarien im April 2023 schloss sie sich mit anderen Mitte-links-Parteien ehemaliger BSP-Mitglieder zusammen und gründete die Koalition Lewizata!. 

#### Wahlergebnisse
| Jahr | Wahl                         | Stimmenanteil | Sitze  |
| ---- | ---------------------------- | ------------- | ------ |
| 2021 | Parlamentswahl April 2021    | 4,64 %        | 14/240 |
| 2021 | Parlamentswahl Juli 2021     | 4,95 %        | 13/240 |
| 2021 | Parlamentswahl November 2021 | 2,29 %        | 0/240  |

## Privatleben
Manolowa war mit Milen Manolow verheiratet, einem Kjustendiler Zollbeamten. Das Ehepaar ließ sich im Jahr 2007 scheiden. Aus der Ehe ging eine Tochter hervor. Seit 2016 ist Manolowa mit Angel Najdenow, einem Politiker der BSP, verheiratet, dessen Nachnamen sie als Doppelnamen führt.
Neben ihrer Muttersprache Bulgarisch spricht sie noch Englisch und Russisch.